# Vyšší územní samosprávný celek
Vyšší územní samosprávný celek je větší celek než základní územní samosprávný celek, jímž je zpravidla obec, ale nižší než stát. V České republice jsou podle článku 99 Ústavy vyššími územními samosprávnými celky kraje, původní znění ústavy připouštělo i to, že by jimi byly země.
V různých zemích mohou mít územní samosprávné celky střední či vyšší úrovně různé názvy, například:
- kraj,
- vojvodství,
- župa nebo
- země.